# Base antarctique Esperanza
Pour les articles homonymes, voir Esperanza.
La base Esperanza est une station de recherche scientifique argentine située sur la péninsule de la Trinité (Terre de Graham à l'extrémité de la péninsule Antarctique).
Construite en 1953, c'est l'une des deux colonies civiles de l'Antarctique avec Villa Las Estrellas sur l'île du Roi-George. La base est connue pour être le lieu de naissance, en 1978, d'Emilio Marcos Palma, le premier humain à naître en Antarctique. Elle est ouverte toute l'année.

## Climat
La température moyenne est de −10 °C en hiver et 0,2 °C en été.
Le record de chaleur de l'Antarctique, homologué par l'Organisation météorologique mondiale (OMM), y a été atteint le 6 février 2020 avec une température de 18,3 °C après un précédent record le 22 mars 2015 à 17,5 °C. De plus, cette température a été battue le 9 février 2020 à la base antarctique Marambio avec 20,7 °C (non encore homologué), sur l’île Seymour.

## Localisation
La base est implantée dans la baie Hope, le long de la péninsule de Tabarin (en) qui sépare celle-ci de la baie Duse (en). Ces 2 baies sont situées à l'extrémité de la péninsule de la Trinité qui est séparée du groupe des îles Joinville par le détroit Antarctique.

## Base et village
Esperanza abrite 80 habitants en hiver, dont 10 familles et 2 instituteurs. Il existe une école depuis 1978. La base dispose d'un bureau d'état civil argentin où sont enregistrés les naissances et les mariages. Elle possède des installations touristiques et accueille en moyenne 1 100 touristes chaque année. Les maisons sont peintes en rouge ce qui leur permet d'être visibles en cas de blizzard.
Pour venir travailler sur la base, il est nécessaire d'avoir résidé au moins trois ans dans la Province de Terre de Feu et de suivre une formation aux techniques polaires à Caviahue-Copahue.
Les 43 bâtiments de la station représentent 3 744 mètres carrés couverts. Les thèmes de recherches sont : la glaciologie, la sismologie, l' océanographie, l'écologie côtière, la biologie, la géologie et la limnologie.
La base comporte un ensemble d'éléments (buste du général San Martin, cimetière, grotte…) classé comme monument historique de l'Antarctique.
La connexion à Internet se fait par satellite.

## Cultes
La chapelle catholique Saint François d'Assise est inaugurée en 1976. Le premier mariage y est célébré en 1978 et avec lui le premier registre d'état civil est ouvert.

## Éducation
La base dispose d'une école qui dépend administrativement de la Province de Terre de Feu.

## Hommage
Le 9 mars 2002, la poste argentine a émis un timbre pour commémorer le cinquantenaire de la base d'Esperanza.